# Historia Norwegiæ
Historia Norwegiæ is een korte verhandeling over de geschiedenis van Noorwegen, geschreven door een monnik in de tweede helft van de twaalfde eeuw. Het is een van de oudst overgeleverde teksten uit de Noorse literatuur. Het enige manuscript dat van de Historia bestaat bevindt zich in Brechin Castle in Schotland en dateert uit ongeveer 1500. Het bestaat uit:
- een korte geografische beschrijving van Noorwegen, gevolgd door een korte geschiedenis
- een genealogie van de graven van Orkney
- een catalogus van de koningen van Noorwegen

Het werk is belangrijk omdat het een tweede bron is voor Þjóðólfr van Hvinirs Ynglingatal, een saga uit het begin van de negende eeuw. Ook bevat het werk interessante volkenkundige observaties, zoals de beschrijving van een sjamanistische seance van de Saami. Samen met Ágrip af Nóregskonungasögum (een geschiedenis van de Noorse koningen), is de Historia de oudste geschiedkundige verhandeling over Noorwegen. Het oorspronkelijke manuscript wordt gedateerd tussen 1160 en 1175.
Het manuscript werd in 1850 voor het eerst gepubliceerd door P. Munch, onder de titel Symbolæ ad Historiam Antiquiorem Rerum Norwegicarum. De eerste vertaling in het Engels verscheen in 2001, gevolgd door een tekstkritische editie in 2003